# Stowarzyszenie Polskich Kombatantów w Stanach Zjednoczonych
Stowarzyszenie Polskich Kombatantów w Stanach Zjednoczonych (ang. Polish Veterans of World War II, SPK) – nieistniejąca już polsko-amerykańska organizacja zrzeszająca byłych żołnierzy Polskich Sił Zbrojnych na Zachodzie podczas Drugiej Wojny Światowej. Należało do Światowej Federacji Stowarzyszenia Polskich Kombatantów. SPK zostało zorganizowane na zjeździe w listopadzie 1952 roku i formalnie założone rok później. Komisja likwidacyjna w 2012 roku SPK składa się z Janusza Krzyżanowskiego (przewodniczącego), Michała Madejskiego i Jerzego Żmidzińskiego.

## Historia i działalność
Stowarzyszenie powstało na zjeździe kombatantów w listopadzie 1952 roku, ale rozproszone grupy polskich kombatantów w Stanach Zjednoczonych zawiązywały się jeszcze wcześniej. Większość przyszłych członków SPK przybyła jednak do USA po tym, jak w roku 1950 amerykański Kongres wprowadził poprawkę do ustawy z roku 1948, zezwalając na przyjmowanie z Anglii zdemobilizowanych polskich żołnierzy, którzy walczyli we Włoszech pod komendą Władysława Andersa. 
SPK przyjmowało w swoje szeregi głównie byłych żołnierzy Polskich Sił Zbrojnych na Zachodzie, które uformowały się z tzw. „emigracji żołnierskiej” po wrześniu 1939 roku. Jak jednak podkreślało PSK, jego członkowie nie byli „emigrantami”. Niektórzy opuścili Polskę, aby walczyć u boku Francuzów, a po upadku Francji w 1940 roku przenieśli się do Anglii. Inni, aresztowani przez sowieckie NKWD, cudem uniknęli mordów katyńskich i stali się trzonem utworzonej w Rosji Armii Andersa. Jeszcze inni pochodzili z Pierwszej Dywizji Pancernej walczącej na terenie Niemiec, zasilonej przez uwolnionych z obozów żołnierzy września i Armii Krajowej. Według niektórych szacunków, w okresie największej akumulacji żołnierzy pod koniec wojny, PSZ stały się trzecią, po USA i Wielkiej Brytanii, największą siłą walczącą po stronie aliantów, liczącą ćwierć miliona żołnierzy. Większość polskich kombatantów pochodzących z ziem wschodnich, utraconych w 1945 roku, zdecydowała się nie wracać do Polski. Część do powrotu zniechęcił również panujący w Polsce ustrój komunistyczny po traktacie w Jałcie, a także prześladowania żołnierzy Armii Krajowej. Pozostali oni na obczyźnie by nadal walczyć o Polskę wolną i niepodległą, choćby swoją postawą i słowem.
Jednym z osiągnięć SPK w Stanach Zjednoczonych było skłonienie amerykańskiego Kongresu do uchwalenia Polish Veterans Rights Legislation, aktu podpisanego przez prezydenta Geralda F. Forda w roku 1976. Prawo to dało polskim byłym żołnierzom przywilej hospitalizacji w szpitalach weteranów.
Pierwszym kapelanem naczelnym SPK w USA został ks. Franciszek Tyczkowski.
SPK wydawało kwartalnik Kombatant w Ameryce, który informował członków o sprawach organizacyjnych, a także o niedoli Narodu Polskiego i wydarzeniach międzynarodowych.
Byli żołnierze należący do SPK dbali o polskie groby poległych na europejskich polach bitew, znajdujące się między innymi we Włoszech, Francji, Belgii i Holandii. Ponadto członkowie SPK posiadają własny cmentarz w Narodowym Sanktuarium Matki Bożej Częstochowskiej („amerykańska Częstochowa”) w Doylestown w Pensylwanii. 
SPK brało czynny udział w obchodach polskich i amerykańskich świąt, także tych zakazanych w PRL, jak obchody zwycięstwa nad Bolszewikami. Członkowie uczestniczyli w emisjach radiowych, organizowali szkoły sobotnie dla polskich dzieci, pomagali finansowo sobie nawzajem i innym, współpracowali z polsko-amerykańskim harcerstwem i skautami.
Część kombatantów doczekała odzyskania przez Polskę niepodległości w roku 1989 i upadku komunizmu, a niektórzy mieli okazję wziąć udział w Paradzie Zwycięstwa w Warszawie w 1992 roku. Część doczekała się również przyjęcia Polski do NATO w roku 1999. 
Ze względu na malejącą liczbę kombatantów, SPK zakończyło swoją działalność podczas zjazdu w roku 2012. Prezes Janusz Krzyżanowski został przewodniczącym komisji likwidacyjnej i zajmuje się aktualnie zbieraniem i opracowywaniem akt organizacji.

## Cele[3]
Zjazd SPK w Stanach Zjednoczonych ustalił w 1953 roku następujące cele Stowarzyszenia:
- Wzmocnienie więzów przyjaźni pomiędzy członkami poprzez kultywowanie tradycji walki za niepodległość Polski i przeciwko komunistycznemu reżimowi w Warszawie;
- Zawiązywanie kontaktów z amerykańskimi organizacjami zrzeszającymi weteranów, którzy walczyli za cele przyświecające wszystkim żołnierzom wolnych narodów;
- Uzyskiwanie praw i przywilejów dla byłych polskich żołnierzy podobnych do tych, które posiadają weterani amerykańscy;
- Pomoc nowo przybyłym polskim kombatantom w znalezieniu pracy i miejsca zamieszkania, a także zapewnienie im kontaktu z polską kulturą;
- Pomoc kalekom i niepełnosprawnym polskim kombatantom w innych, mniej zamożnych państwach;
- Dbanie o groby towarzyszy broni poległych na europejskich polach bitew.